# Pie Geelen
Pieke (Pie) Geelen (Nijmegen, 20 oktober 1972) is een voormalig topzwemmer uit Nederland, die ruim twee jaar (1994-1996) deel uitmaakte van de nationale zwemploeg. 
Als lid van PSV uit Eindhoven deed hij mee aan de Europese kampioenschappen langebaan (50 meter) in Wenen (1995) en de Olympische Spelen van Atlanta (1996). Bij dat laatste toernooi eindigde hij als startzwemmer op de vijfde plaats met de estafette 4x100 meter vrije slag. Dezelfde eindklassering behaalde Geelen een jaar daarvoor bij de EK in Oostenrijk met de aflossingsploeg op de 4x100 vrij.